# Shrek e vissero felici e contenti
Shrek e vissero felici e contenti (Shrek Forever After) è un film d'animazione del 2010 diretto da Mike Mitchell; prodotto dalla DreamWorks Animation e distribuito dalla Universal Pictures.
Si tratta del quarto capitolo della serie cinematografica Shrek, sequel di Shrek terzo (2007), e con il cast vocale originale (Mike Myers, Eddie Murphy, Cameron Diaz, Antonio Banderas, Julie Andrews e John Cleese), con l'aggiunta di Walt Dohrn nel ruolo dell'antagonista Tremotino.

## Trama
Durante gli eventi del primo film, il re Harold e la regina Lillian — dato che non si fidavano della Fata Madrina — si recarono nel Nido delle Megere (una sorta di area camper per streghe) per firmare un patto magico con l'infido e malvagio nano Tremotino, secondo il quale avrebbero ceduto il loro reame in cambio della salvezza della figlia Fiona, vittima di un incantesimo terribile e rinchiusa in una torre. Poco prima di firmare, però, un messaggero li aveva informati che la figlia era già stata salvata, mandando in fumo il piano del nano.
Due anni dopo, successivi agli eventi dei primi tre film, Shrek vive felicemente nella sua palude insieme alla moglie Fiona e ai loro tre piccoli orchetti. La monotonia della routine di vita famigliare, però, inizia man mano a stare stretta al protagonista, che comincia perfino ad avere nostalgia dei tempi in cui viveva da “vero orco”, prima che incontrasse Fiona. A movimentare tutto ci sono anche sua suocera Lilian, Ciuchino con la draghessa e i loro figli, Gatto, Zenzy, Pinocchio e gli altri amici. Durante la festa di compleanno dei tre figli, complice lo stress per la gestione della festa e le pressanti richieste degli ospiti, la sua frustrazione esplode e ha uno scatto d'ira che lo porta a emettere un ruggito assordante per poi distruggere la torta di compleanno; dopodiché litiga con Fiona e se ne va.
Tremotino, intanto, dopo la fallita truffa ai sovrani di Molto Molto Lontano, è finito in miseria e serba ancora molto rancore nei confronti dell'orco, in quanto lo ritiene direttamente responsabile delle sue disgrazie. Casualmente assiste alla lite tra Fiona e Shrek: decide così di escogitare un piano. Mentre l’orco sta vagando per i boschi, il nano lo attira con uno stratagemma e lo ospita nella sua carrozza, convincendolo ad accettare un patto: l'orco cederà un giorno della sua infanzia e in cambio ne riavrà uno della sua vecchia vita. Una volta accettato, Shrek viene trasportato in una realtà parallela e si ritrova nel villaggio vicino alla sua palude. Dopo essersi divertito a spaventare i paesani come faceva un tempo, però, si accorge che qualcosa non quadra: Fiona è l'orchessa più ricercata del regno e la sua casa nella palude, completamente secca e prosciugata, è semplicemente un grande ceppo di un albero segato senza porta né finestre, come se non fosse mai stato abitato.
Subito dopo, delle streghe catturano Shrek e lo portano in una gabbia trainata da Ciuchino (che non lo riconosce) al castello di Molto Molto Lontano, della quale Tremotino è divenuto il dittatore, rendendola un luogo cupo e fatiscente in cui gli abitanti vivono in totale rovina. Il nano (l'unico di quel mondo,oltre a Shrek,a ricordarsi del precedente) rivela infatti all'orco di aver scelto come giorno proprio quello in cui lui è nato, ragion per cui nessuna delle sue imprese, come il salvataggio di Fiona, è mai accaduta; di conseguenza è riuscito ad impossessarsi del regno dai genitori della principessa in cambio della sua liberazione dalla torre per poi farli svanire, mentre l'orco, mai nato in questa realtà alternativa, cesserà di esistere per sempre all'alba del giorno dopo una volta scadute le 24 ore del patto. Grazie alla sua forza, però, Shrek riesce a spezzare le catene che lo legavano, rubare una scopa da una strega e fuggire dal castello, portandosi via Ciuchino.
Il protagonista fatica a convincere l'asino di essere il suo migliore amico, ma dopo aver visto l’orco piangere dallo scoramento per la situazione in cui si ritrova, egli decide di restargli accanto. Conoscendo abbastanza bene Tremotino, dopo aver visto il contratto, Ciuchino rivela che l'unica soluzione è ottemperare alla clausola nascosta, ottenibile dopo averlo piegato come un origami; viene così rivelata la frase "bacio di vero amore", che è ciò che serve a Shrek per salvarsi dalla morte e tornare alla realtà vera. Quest'ultimo torna alla fortezza del drago, ma non vi ritrova né la draghessa né Fiona, la quale è riuscita a liberarsi da sola, lasciandosi indietro la sua tiara.
Mentre i due vagano per la foresta, Ciuchino viene attirato in una trappola e trasportato sotto terra. Shrek, seguendo le sue tracce, si ritrova in un’enorme grotta dove vive un gruppo di orchi guerrieri guidato proprio da Fiona; entrambi si ritrovano così reclutati nella resistenza contro Tremotino. Frattanto quest'ultimo, furibondo per la fuga dell'orco e sapendo che con un bacio rovinerà tutto, decide di assoldare qualcuno di abbastanza abile per catturarlo, e fa quindi convocare il pifferaio magico. Al covo degli orchi, Shrek rivede anche l'abile Gatto con gli stivali, diventato un micione obeso, il quale resta sorpreso del fatto che anche l'orco conosca il segreto di Fiona (nessuno dei suoi compagni è infatti al corrente dell'incantesimo); i tentativi di Shrek per cercare di riconquistare il cuore dell’orchessa, nel frattempo, vanno a vuoto.
Gli orchi scoprono che Tremotino lascerà il suo palazzo quella sera e decidono di agire; l'attacco si rivela essere però una trappola e gli orchi vengono ipnotizzati dal pifferaio magico e catturati tutti, tranne Shrek e Fiona, che vengono portati via da Gatto e Ciuchino (immuni al potere del piffero, dato che era stato impostato per funzionare solo con gli orchi). Qui il protagonista cerca di ottenere un bacio dalla principessa, che però non sortisce alcun effetto, dato che in questa realtà Fiona non ha mai conosciuto Shrek e dunque non lo ha mai amato. Affranto, quest'ultimo si prepara a svanire per sempre al termine delle 24 ore previste dal suo contratto, capendo che aveva tutto per essere felice.
Fallita la missione di catturare l'orco, Tremotino annuncia al popolo che offrirà il patto di una vita (un contratto magico che realizza qualunque desiderio) a chi riuscirà a consegnargli Shrek. Quest'ultimo, Ciuchino e Gatto lo vengono a sapere da Zenzy (che viene poi mangiato dal felino), ed è allora che l'orco decide di consegnarsi da solo al nano per ottenere così il nuovo contratto, ma scopre che non può annullare gli effetti del precedente; perciò chiede la liberazione degli orchi e viene poi imprigionato insieme a Fiona, che era stata precedentemente catturata da Tremotino e tenuta ancora prigioniera al contrario degli altri orchi, in quanto in realtà vittima di un incantesimo (unico motivo per cui agisce sempre la notte), cosa di cui anche il nano è a conoscenza.
Ciuchino, intanto, con l'aiuto del Gatto e di tutti gli orchi liberi, riesce ad elaborare un piano per entrare nel palazzo di Tremotino e liberare Shrek e Fiona: gli orchi entreranno nell'edificio nascondendosi nella nuova palla da discoteca del nano. Il piano funziona e Ciuchino, insieme agli orchi e al gatto, riesce finalmente ad entrare ed aiutare i due, che intanto erano minacciati dalla draghessa. Tremotino viene infine sconfitto e la principessa, ora veramente innamorata di Shrek, che l'ha salvata in battaglia, lo bacia poco prima della sua scomparsa all'alba. Il bacio sortisce l'effetto e il patto si spezza: il protagonista viene quindi trasportato indietro nella linea temporale originale, precisamente nell'istante precedente al litigio con Fiona al compleanno dei figli. Stavolta, invece di arrabbiarsi, l’orco abbraccia la sua famiglia e i suoi amici con un ritrovato apprezzamento per loro, consapevole e felice della sua vita e di quello che lo circonda.
In seguito si vede Shrek festeggiare con Fiona, Ciuchino e tutti i suoi amici, compresi gli orchi incontrati nell'altro mondo, mentre Tremotino viene rinchiuso in una gabbia. Durante i titoli di coda ci sono alcuni flashback dalla serie.

## Produzione
Dopo poco più di due settimane dall'uscita di Shrek terzo, la casa di produzione Dreamworks ha annunciato la fase di pre-produzione del film, e ha assegnato il ruolo di regista a Mike Mitchell (Sky High - Scuola di superpoteri e Gigolò per sbaglio).
La trama è stata annunciata il 23 febbraio 2009.
Il cofondatore della Dreamworks Jeffrey Katzenberg ha detto: "Torneremo indietro per capire come Shrek è arrivato in quella palude. Riveleremo la sua storia con riferimenti alla vita di Ciuchino", mentre Cameron Diaz ha riferito di aver chiesto una trama "ecologica" in cui la palude viene minacciata.
Il budget del film si aggira attorno ai 165 milioni di dollari.

## Distribuzione
Il film è stato distribuito nelle sale cinematografiche il 21 maggio 2010 negli Stati Uniti, il 9 luglio 2010 nel Regno Unito e il 25 agosto 2010 in Italia, anche in 3D.
La direzione del doppiaggio e l'adattamento dei dialoghi sono a cura di Francesco Vairano, per conto della Technicolor spa.

## Accoglienza

### Incassi
Il film ha guadagnato 238736787 $ negli Stati Uniti e in Canada, e 513864080 $ nel resto del mondo, incassando complessivamente 752600867 $. Shrek 4 è stato il secondo film con maggior incasso, dietro a Toy Story 3, ed il quinto tra i film del 2010 dopo Toy Story 3, Alice in Wonderland, Harry Potter e i Doni della Morte - Parte 1 e Inception.

### Critica
Il film ricevette recensioni miste. Sul sito di recensioni Rotten Tomatoes detiene un indice di gradimento del 57% basato su 199 recensioni professionali, e un voto medio di 5.9/10. Il consenso critico del sito dice: "Sebbene non sia privo di momenti interessanti, Shrek Forever After troppo spesso sembra una rielaborazione meccanica delle voci precedenti del franchise". Metacritic, che assegna un rating normalizzato, ha dato al film un punteggio di 58 su 100, sulla base di 35 critici, indicando "recensioni miste o medie".
Stephen Holden del New York Times ha dichiarato: "Ciò che fortifica Shrek Forever After sono i suoi personaggi principali brillantemente realizzati, che quasi un decennio dopo il primo film di Shrek rimangono fusioni vitali e coinvolgenti di immagine, personalità e voce come qualsiasi personaggio nella storia dell'animazione".
Pete Hammond di Boxoffice ha dato al film 4 stelle e mezzo su 5, scrivendo "Esilarante e commovente dall'inizio alla fine, questo è il miglior Shrek di tutti, e non si tratta solo di una fiaba. Questo film mescola grandi risate ed emozioni per esplorare quello che Molto molto lontano potrebbe essere stato qualora Shrek non fosse mai esistito". James Berardinelli di Reelviews ha assegnato al film 3 stelle su 4. James White di Empire ha assegnato al film quattro stelle su quattro, dicendo: "DreamWorks potrebbe entrare in un periodo di nuova creatività. Con Dragon Trainer e un finale di Shrek equilibrato, dai colori più scuri e molto divertente, hanno trovato di nuovo la magia". Lisa Schwarzbaum di Entertainment Weekly ha assegnato al film un voto "B-", dicendo: "Tutte le persone coinvolte soddisfano adeguatamente i propri requisiti di lavoro. Ma la magia è scomparsa e Shrek Forever After non è più un fenomeno degli orchi con cui fare i conti".

## Riconoscimenti
- 2011 - Saturn Award
  - Candidatura Miglior film d'animazione
- 2011 - People's Choice Awards
  - Candidatura Miglior film per la famiglia
- 2010 - Teen Choice Awards
  - Candidatura Miglior film d'animazione
- 2010 - Visual Effects Society
  - Candidatura Miglior film d'animazione a Jason Reisig, Teresa Cheng, Gina Shay e Doug Cooper
  - Candidatura Migliori effetti animati a Yancy Lindquist, Jeff Budsberg, Andrew Kim e Can Yuksel
- 2011 - Annie Award
  - Candidatura Miglior recitazione a Cameron Diaz
  - Candidatura Migliori effetti animati
  - Candidatura Miglior scenografia a Peter Zaslav
  - Candidatura Miglior storyboarding a Paul Fisher
  - Candidatura Miglior colonna sonora a Harry Gregson-Williams
- 2011 - Kids' Choice Award
  - Miglior doppiaggio a Eddie Murphy
  - Candidatura Miglior film d'animazione
  - Candidatura Miglior doppiaggio a Cameron Diaz
- 2011 - Russian National Movie Awards
  - Candidatura Miglior film d'animazione

## Sequel
Nel 2011 è stato distribuito lo spin-off del franchise, Il Gatto con gli Stivali, con protagonista il personaggio del Gatto. Nel 2022 esce il film Il gatto con gli stivali 2 - L'ultimo desiderio, sequel del primo spin-off. 
Nonostante il quarto capitolo di Shrek avrebbe dovuto essere l'ultimo film della serie, quando la NBC Universal acquistò la Dreamworks Animation questa decisione fu annullata; un quinto film sarà scritto da Michael McCullers e prodotto da Andrew Adamson (regista del primo e del secondo film), inoltre Mike Mitchell (regista di Shrek e vissero felici e contenti) e Walt Dohrn (doppiatore originale di Tremotino) hanno annunciato la possibilità di essere i registi del quinto film. Il 4 aprile 2023 è stato annunciato che il film è ufficialmente in lavorazione e che avrà lo stesso cast dei film precedenti. Il 24 giugno 2024, Eddie Murphy confermò, durante un'intervista sul film Un piedipiatti a Beverly Hills: Axel F (2024), che Shrek 5 era già in lavorazione da mesi e che il primo atto è stato doppiato, ipotizzando una prossima uscita del film per il 2025, oltre che uno spin-off su Ciuchino. Il 10 gennaio 2025, viene annunciata la data d'uscita ufficiale nelle sale americane del film, prevista per il 23 dicembre 2026; inizialmente era previsto per il 1º luglio dello stesso anno, ma a causa dell'uscita di Minions 3, spin-off di Cattivissimo Me, è stato posticipato. Il 27 febbraio 2025, Universal Pictures pubblica in rete il primo spot ufficiale del film confermando il ritorno di Mike Myers, Cameron Diaz e Eddie Murphy nei ruoli di Shrek, Ciuchino e Fiona, e annunciando l'inserimento nel cast vocale del film di Zendaya nel ruolo di Felicia, la figlia primogenita di Shrek e Fiona. L'uscita del film, nel agosto  2025, viene poi rimandata al 30 giugno 2027.